# Адміністративний устрій Тернопільського району
Адміністративний устрій Тернопільського району — адміністративно-територіальний поділ Тернопільського району Тернопільської області на 4 сільські громади, 1 селищну громаду, 1 селищну та 14 сільських рад, які об'єднують 58 населених пунктів та підпорядковані Тернопільській районній раді. Адміністративний центр — місто Тернопіль, що є адміністративним центром області, містом обласного значення та до складу району не входить.

## Список громадТернопільського району
- Байковецька сільська громада
- Білецька сільська громада
- Великогаївська сільська громада
- Великобірківська селищна громада
- Настасівська сільська громада

## Список радТернопільського району
| №  | Назва                           | Центр                 | Населені пункти                   | Площа км² | Місце за площею | Населення (2015), осіб | Місце за населенням |
| -- | ------------------------------- | --------------------- | --------------------------------- | --------- | --------------- | ---------------------- | ------------------- |
| 1  | Великоберезовицька селищна рада | смт Велика Березовиця | смт Велика Березовиця с. Кип'ячка | 24,480    |                 | 8255                   | 1                   |
| 2  | Буцнівська сільська рада        | с. Буцнів             | с. Буцнів с. Серединки            | 23,230    |                 | 1439                   | 15                  |
| 3  | Великолуцька сільська рада      | с. Велика Лука        | с. Велика Лука с. Хатки           | 23,080    |                 | 1253                   | 21                  |
| 4  | Довжанська сільська рада        | с. Довжанка           | с. Довжанка                       | 29,400    |                 | 965                    | 31                  |
| 5  | Домаморицька сільська рада      | с. Домаморич          | с. Домаморич                      | 18,380    |                 | 585                    | 38                  |
| 6  | Драганівська сільська рада      | с. Драганівка         | с. Драганівка                     | 22,520    |                 | 877                    | 32                  |
| 7  | Миролюбівська сільська рада     | с. Миролюбівка        | с. Миролюбівка с. Лучка           | 27,490    |                 | 1333                   | 20                  |
| 8  | Мишковицька сільська рада       | с. Мишковичі          | с. Мишковичі                      | 17,720    |                 | 2088                   | 7                   |
| 9  | Острівська сільська рада        | с. Острів             | с. Острів                         | 21,700    |                 | 1905                   | 9                   |
| 10 | Петриківська сільська рада      | с. Петриків           | с. Петриків                       | 11,720    |                 | 4055                   | 3                   |
| 11 | Підгороднянська сільська рада   | с. Підгородне         | с. Підгородне                     | 12,820    |                 | 1933                   | 8                   |
| 12 | Почапинська сільська рада       | с. Почапинці          | с. Почапинці с. Забойки           | 23,038    |                 | 1596                   | 14                  |
| 13 | Романівська сільська рада       | с. Романівка          | с. Романівка с. Ангелівка         | 13,540    |                 | 1247                   | 22                  |
| 14 | Смиковецька сільська рада       | с. Смиківці           | с. Смиківці                       | 1,279     |                 | 1225                   | 23                  |
| 15 | Ступківська сільська рада       | с. Ступки             | с. Ступки                         | 8,190     |                 | 676                    | 36                  |

* Примітки: м. — місто, смт — селище міського типу, с. — село, с-ще — селище